# 马里安·恩古瓦比大学
马里安·恩古瓦比大学（法語：Université Marien Ngouabi），是刚果共和国的一所公立大学，得名于刚果共和国总统马里安·恩古瓦比。在德尼·萨苏-恩格索大学建成之前，学校一直是刚果共和国唯一的大学。

## 校史沿革
学校于1971年12月4日创建，当时名为布拉柴维尔大学（Université de Brazzaville），但其前身则是法国波尔多大学资助创立的高级行政管理及技术研究中心。
1977年，马里安·恩古瓦比遇刺身亡后，学校更名为马里安·恩古瓦比大学以向他致敬。该校自创立起至德尼·萨苏-恩格索大学于2021年2月成立之前，一直是刚果共和国唯一的大学，其也是中部非洲最早的高等教育机构之一。
中华人民共和国曾援助修建了恩古瓦比大学的图书馆，该校还在2012年与济南大学合作开设了刚果共和国首所孔子学院。
截至2008年，恩古瓦比大学共设立12个学部、47个专业以及14个研究所。至2012年时，该校拥有11个学部，在校生人数超过2万人。